# 風間蒼月
風間 蒼月（かざま そうげつ）は、SNK（SNKプレイモア）の対戦型格闘ゲーム『サムライスピリッツ』シリーズに登場する、架空の人物。
この項目では彼と関係が深い、水邪（すいじゃ）についても説明する。

## 概要
『サムライスピリッツ 天草降臨』で初登場したプレイヤーキャラクター。蒼月と同じく『天草降臨』で初登場した風間火月とは兄弟関係にあたる。風間流忍者で水系の技を使う。戦闘中は腰の忍刀・青龍に水滴が付着している。刀を手放すと水の技が一切使用出来なくなる。
性格は冷静沈着で、どんな任務も一切の私情を挟まず遂行し、忍者として里一番の使い手である。やや人を見下している節がある。どのような人物が相手でも丁寧な言葉で対応するが、対戦相手に勝利すると相手の弱さに対して失笑したり「その程度か」等と言い放つ。その一方でほとんど表に出さないものの、火月の好物である牡丹を狩る事が特技だったり、火月と葉月を見守る時を平和と感じているなど本質的には弟妹思いな一面もあり、ある事件（下記参照）の任務を意外な方法で完了させる。
家族構成は火月の他に、葉月という妹がいる。葉月は『天草降臨』の際に天草四郎時貞に壬無月斬紅郎制御のために攫われ、火月は妹を助けるために抜け忍とならざるを得なくなる。これをきっかけに、火月とは抜け忍・追い忍の関係になる。
ほぼ全てにおいて弟の火月とは正反対のキャラクター設定である。赤がイメージカラーの火月に対し、青がイメージカラーの蒼月、火月の火使いに対して蒼月の水使い、接近戦を得意とする火月に対して遠距離戦が得意な蒼月、猪突猛進で表情変化の激しい火月に対して冷静沈着でほぼ無表情な蒼月と対のようになっている。
『SAMURAI SPIRITS 〜侍魂〜』（以下『侍魂』）では、頭領の月心斎から直接密殺の任務を請け負うが、頭領の尋常ならざる表情に興味を持ち、独自に調べた結果、密殺の対象が謎の人形師であることが判明する。エンディングでは任務を遂行して、人形師（＝壊帝ユガ）の死体を見下ろしながら呟いたセリフで、はっきりと養父が人形師に殺されていたことが分かる。その後、蒼月は隠れていた火月を義父を揶揄する台詞で挑発して引きずり出した挙句、火月の攻撃を「月隠れ」で回避しその場を去り、火月が悔しがっているところで終わっている。
『SAMURAI SPIRITS 2 〜アスラ斬魔伝〜』（以下『アスラ斬魔伝』）の修羅サイドは里を抜けた火月を始末するため、再び追い忍となる。一方の羅刹サイドは「青龍」の力に身を任せ「水邪蒼月」として戦う。エンディングでは、壊帝ユガを倒した後に寛政三年に急逝した頭領の後を継ぎ、風間忍軍の頭領に就任したとある。その後、肥前藩主に続き、幕府にもその力を認められ、江戸幕府滅亡まで伊賀忍軍とともに忍びの世界を掌握したとされる。その後「青龍」は所在不明となる。
火月の始末に関しては、最終的に葉月と共にわざと見逃すことにする。一方、風間忍軍側に対しては｢始末した｣と報告した（これを2回も行っている）。その結果、風間忍軍頭領となり上記に至る。『天下一剣客伝』では火月EDでは火月が炎邪・水邪を滅した事からそれを口実に頭領を説得して火月達を里にいられるようにし、蒼月EDでは自分の炎邪・水邪を滅した手柄を火月のものにして同様に里にいられるようにした。
『真説サムライスピリッツ 武士道烈伝』のネオジオCD版の緋雨閑丸を主人公としたおまけシナリオでは、本編に登場しない蒼月が火月を追いながら通り過ぎるポイントがある。

### キャラクターデザイン
脚元まで伸びた長髪を輪を作るように折り曲げて、毛先を上向きに噴水のような形状にして一つに結んでいる。
くっきりとした二重瞼の吊り目に、冷たい作り物のような美貌の持ち主で、たとえ笑っていても目が笑っていない男。
衣装は弟である火月と同じく袖のない忍装束で、左肩から右腰にかけて布を襷のように掛け、そこに武器である青龍の鞘を固定している。手には指抜き手袋を着用し、足元は素足に雪駄履き。髪のデフォルトカラーは青、忍装束のデフォルトカラーは白。

### 武器
青龍
蒼月が武器とする忍者刀。『天草降臨』、『零』及び『零SPECIAL』、『天下一剣客伝』では火月の「朱雀」と同様の反りの非常に浅い彎刀だが、『侍魂』と『アスラ斬魔伝』のみ長く大きい弓形に反った刃となっていた（以下の武器設定は『侍魂』におけるもの）。
常人では抜くことさえ不可能と思えるほどの、極端な長さと反りを有する。しかし、その長さと反りが高い斬撃力を生み出している。
『SAMURAI SPIRITS (2019)』では『天草降臨』と『侍魂』のデザインを折衷したような形となり、長さは通常の刀と変わらないものの弓形に反った彎刀となった。
| 刀銘         | 青龍（せいりゅう） |
| 作           | 銘 月影            |
| 作日         | 1530年（享禄三年） |
| 刀剣の分類   | 極彎刀             |
| 日本刀の分類 | 忍び太刀           |
| 刀身         | 二尺八寸           |
| 造りこみ     | 鎬造               |

## 水邪蒼月
蒼月が「青龍」に宿る水邪の力を取り込み暴走させた姿。しかし、完全に暴走し自我を失った火月（炎邪火月）と異なり蒼月の自我ははっきりしており、水邪の意識の表面を覆うようにして支配し、己の意思で水邪の力を操っている。
ゲーム上での「水邪蒼月」は『アスラ斬魔伝』での羅刹の姿。

### キャラクターデザイン
髪を束ねず下ろしており、上半身裸に袴（軽衫）姿で、二の腕や胸、首元などに青い文様が浮かび上がっている。
足元は足首や足の甲などを金属製の装甲で覆っているが足先は露出している。

### 武器
個別のプロフィールは用意されていないものの、戦闘スタイルも蒼月とは差別化されており、「青龍」は使わず徒手空拳、主に蹴り技で戦う。

## 水邪
『サムライスピリッツ零』から登場したキャラクターで、『アスラ斬魔伝』における「水邪蒼月」をベースに、蒼月とは完全に独立したプレイヤーキャラクターとして構成されたキャラクター。「水邪蒼月」が元になっているが、設定上は別の存在である。ただし、上述の通り後付ではあるが、「青龍」に宿る力が封印された水邪の力であるということから、水邪と「水邪蒼月」は無関係な存在ではない。
蒼月に輪をかけた自信家で、自らを神と称している。また、必殺技は全て空中で入力するものになっている。
闇キ皇（くらきすめらぎ）の持つ「人魔一体の秘術」を狙っていた。身体を手に入れ完全復活を果たせば、己の能力を100%出すことが出来るためである。そのため、自分の器として人間の女に蒼月を産ませる。18年後に十和田湖へ調査にやって来た風間忍者の身体を乗っ取り、その身体を仮初めの身体として、蒼月の身体を狙う。しかし蒼月の身体を乗っ取ることはおろか、蒼月の妹・葉月の持つ「封魔の力」により、青龍に封印されてしまう。
『天下一剣客伝』では、炎邪に葉月をさらわせ、水邪自らが張った結界に彼女を閉じ込める（そのため葉月を救出するために火月は抜け忍となり、蒼月が2人を始末するため追い忍となった）。
『天下一剣客伝』で初めて、かつて劉雲飛の弟子であった事や、魔界の力に魅せられ、後の炎邪と共に魔界へ行き魔物化して水邪になった事が明かされている。
水邪サイドのエンディングでは、念願の蒼月の身体を乗っ取り、同じく火月の身体を乗っ取った炎邪が世界を破壊した後を継いで再生を行い、創造神となっている。蒼月サイドのエンディングでは再び封印されている。
『サムライスピリッツ零』の闘劇では、優勝者が使用したキャラクターである。

### キャラクターデザイン
束ねず下ろした髪など、デザインはおおむね「水邪蒼月」と同様。ただし、二の腕などに文様はなく、足元は踵などの露出が増えてサンダル履きのような形にアレンジされている。
また、蹴り技を主に使う点は「水邪蒼月」から継承されていない。

### 武器
屡堵羅の環（ルドラのわ）
水邪が両手首に嵌めている、鈍い金色に輝く分厚い腕輪。蒼月の「青龍」と同様、戦闘中は水滴が付着している。

## 技の解説

### 風間蒼月

#### 必殺技
月光
『天草降臨』及び『侍魂』、『アスラ斬魔伝』における修羅の必殺技。
任意の場所に地面から噴き上がる水柱を発生させる技。
浮月 / 浮月操水
『天草降臨』及び『侍魂』、『アスラ斬魔伝』における修羅の必殺技。
触れた相手にダメージを与える水の塊を飛ばす技。水塊は相手に触れると消滅するが、コマンド再入力で即座に消滅させることも可能。
コマンド入力時にボタンを押したままレバーを操作することで「浮月操水」となり、飛ばした水塊を少しの間操作することができる。
『天下一剣客伝』では「浮月操水」は削除されている。
月隠れ
『天草降臨』及び『侍魂』、『アスラ斬魔伝』における修羅の必殺技。
水と化して地面に姿を消し、任意の場所に出現する移動技。
月読
『天下一剣客伝』にて使用する技。挑発のモーションを取り、その際に相手の攻撃が当たると「月隠れ」で相手の背後に移動する当身ワープ。
風月斬
『天下一剣客伝』にて使用する技。突進して、刀を突き出して水柱を発生させる。「消破・風月斬」の弱化版。
死月
『天草降臨』における羅刹の必殺技（『侍魂』『アスラ斬魔伝』では修羅・羅刹共通）。
空中から急降下して、相手の頭を掴み投げる技。相手が空中に居る場合はヒットしない。
『侍魂』『アスラ斬魔伝』では相手の頭を掴んだあと投げ飛ばすのではなく、膝蹴りを二発叩き込んで押し潰すように地面に倒す。
円月
『天草降臨』における羅刹、『アスラ斬魔伝』における水邪蒼月の必殺技（『侍魂』では未使用）。
空中で水球に身を包み、防御する技。いわゆる空中ガードだが、必殺技をガードしても削りが発生しないなどの特徴を持つ。
月輪波
『天草降臨』及び『侍魂』における羅刹、『アスラ斬魔伝』における修羅の必殺技。
水の弾を飛ばす技。「浮月」よりも速度は速い。
ボタンによって弾数を三つまで増やすことが可能。空中でも発動可能で、地上で発動した場合は前方へ、空中で発動した場合は斜め下へ水の弾を飛ばす。
召還（しょうかん）
『侍魂』及び『アスラ斬魔伝』における修羅の必殺技。
頭上に水球を発生させる。
水華咲（みかさき）
『侍魂』及び『アスラ斬魔伝』における修羅の必殺技。「召喚」による水球を発生させている時のみ使用可能。
攻撃を受けてダウンする際、「召喚」で生じた水球を相手に飛ばして攻撃する反撃技。
水邪覚醒（すいじゃかくせい）
『侍魂』における羅刹の必殺技。
一定時間、必殺技の性能を上げる。
蓮華水舞（れんげすいぶ）
『侍魂』における羅刹、『アスラ斬魔伝』における水邪蒼月の必殺技。火月の「六道烈火」に似た連続入力による攻撃。
『侍魂』では、通常時は横薙ぎに斬り付ける「青蓮華」、斬り上げつつ水柱を発生させる「紅蓮華」、突進して斬り払う「白蓮華」の三段技であり、「水邪覚醒」使用中は「生」・「幼」・「青」・「中」・「老」・「死」の六段技に変化する。「生」「幼」「死」はそれぞれ「青蓮華」「紅蓮華」「白蓮華」と同じモーションであり、「青」「中」「老」は空中に浮いた相手に対して水球を破裂させて攻撃する技となっている。
『アスラ斬魔伝』では武器を使わないため内容が一新され、「青蓮華」が跳び上がりつつの二段蹴り、「紅蓮華」が片足立ちの状態から繰り出す二段蹴り、「白蓮華」が相手を吹き飛ばす足刀蹴りとなっている。また、六段攻撃への変化もなく、強化版として後述の「天昇蓮華」が存在する。
水皇転身
『アスラ斬魔伝』における水邪蒼月の必殺技。
構え変更技で、発動させると通常技が変わる上に、相手に攻撃されても仰け反らなくなる。
翔月
『アスラ斬魔伝』における水邪蒼月の必殺技。

水月
『アスラ斬魔伝』における水邪蒼月の必殺技。
「月輪波」に似た飛び道具で、前方に向けて水の弾を発射する。
通常状態では水の弾は一定距離進んで破裂するまで攻撃判定を持たないが、怒り状態では水の弾が何度も破裂しつつ進むようになる。
破月
『アスラ斬魔伝』における水邪蒼月の必殺技。
攻撃を受けた際に、爆発を起こしつつ脱出する反撃技。

#### 武器飛ばし技など
消波風月斬
『天草降臨』における修羅、及び『零SPECIAL』の武器飛ばし必殺技。『天下一剣客伝』では秘奥義。
突進しながら何度も斬りつけ、最後に刀を突き刺す技。
表記は「消波・風月斬」と中点を入れたものも存在し、「消破・風月斬」と表記しているものもある。
月昇水柱波
『天草降臨』における羅刹の武器飛ばし必殺技、『侍魂』の秘奥義、『アスラ斬魔伝』の修羅の秘奥義。
自らを囲むようにいくつもの水の柱を発せさせ、周囲を回転させて攻撃する技。
表記は「月昇・水柱波」と中点を入れたものも存在する。
天昇蓮華
『アスラ斬魔伝』における水邪蒼月の秘奥義。
「蓮華水舞」の強化版。相手を連続で蹴り上げて空中高く浮かし、最後に無数の水球を生み出し一気に破裂させて攻撃する。
湖月・水鏡の陣
『零SPECIAL』の絶命奥義、『天下一剣客伝』では武器飛ばし必殺技。自分の分身を出現させ、その分身との乱舞攻撃をする（その際、本体と分身との動きはフィニッシュ以外異なっている）。『天下一剣客伝』では水玉を高速で飛ばし（空中を飛んでいく軌道と地を這う軌道との2種類の使い分けが可能）、その後に分身との乱舞に移る。
月華・水牢陣
『SAMURAI SPIRITS (2019)』での秘奥義。
地を這う波を起こし、ヒットすると相手を水球の中に閉じ込める。その後、両手に輪状に回転する水の刃を生み出して水球に投げ込み、相手を斬り刻んだあと、最後は血で赤く染まった水球に小さな水の球をぶつけて弾けさせる。

### 水邪
元は羅刹蒼月の技だったものが多い。また、前述のとおり、必殺技は（絶命奥義の平等カツ神聖ナル裁キを除いて）全て空中で入力するものになっている。

#### 必殺技
死月
蒼月と同様。
円月
蒼月と同様。
月輪波
蒼月と同様だが、蒼月の場合は地上からも出すことができるのに対して、水邪は空中版のみである。
翔月
腕を広げて回転しながら、放物線を描くように降下し攻撃する。
鎌月
空中で後ろに回し蹴りを放つ。
襲月
空中から真っ直ぐに急降下し、相手をダウンさせる技。

#### 武器飛ばし技など
天昇水柱波
水邪の武器飛ばし必殺技。「月昇水柱波」の空中版。
月天法界
『天下一剣客伝』の武器飛ばし必殺技。空中から斜め下に降下して、ヒットすると相手を水玉で包み、乱舞攻撃に移る。
平等カツ神聖ナル裁キ
『零SPECIAL』の絶命奥義。相手を念力（?）で画面外の上空に持ち上げる。手を握るモーションの後、相手は断末魔を上げ潰れる（音声のみ）。そして上空から血の雨が降り、水邪の身体を赤く染める。唯一の地上必殺技である。
天翔月
『天下一剣客伝』の秘奥義。多段ヒットする「翔月」。

## 登場作品
- サムライスピリッツ 天草降臨（蒼月）
- 侍魂 SAMURAI SPIRITS（蒼月）
- アスラ斬魔伝 SAMURAI SPIRITS 2（蒼月、水邪(羅刹蒼月である水邪蒼月)）
- サムライスピリッツ零（蒼月、水邪）
- サムライスピリッツ零 SPECIAL（蒼月、水邪）
- サムライスピリッツ 天下一剣客伝（蒼月、水邪）
- サムライスピリッツ閃（蒼月）
- SAMURAI SPIRITS (2019)　(蒼月)　※DLC(追加)キャラクター
- 真説サムライスピリッツ 武士道烈伝（ネオジオCD版のみ蒼月がエクストラ出演）

## キャスト
風間蒼月
- 及川直紀
- 間島淳司（天下一剣客伝）
- 長谷川芳明（『SAMURAI SPIRITS (2019)』）

水邪
- 野瀬育二
- 及川直紀（『天下一剣客伝』〈『六番勝負』オプション切り替え機能〉）

## 関連人物
- 風間火月 - 弟
- 風間葉月 - 妹